# Зверотич, Эльсад
Э́льсад Зве́ротич (черног. Елсад Зверотић / Elsad Zverotić; 31 октября 1986, Иванград) — черногорский футболист, защитник. Бывший игрок сборной Черногории. Имеет также гражданство Швейцарии.

## Клубная карьера
Свою карьеру Эльсад начал в клубе «Базенхейд», в 2003 году. Отыграв один сезон перешёл в «Виль». За «Виль» Зверотич играл на протяжении четырёх сезонов и сыграл 114 матчей. В 2008 году Эльсад перешёл в «Люцерн». В новом клубе дебютировал 18 марта в матче Кубка Швейцарии против базельской Конкордии.

## Международная карьера
В национальной сборной дебютировал 27 мая 2008 года в товарищеском матче против Казахстана. Первый гол за сборную забил 7 сентября 2010 года в матче против Болгарии.
| №  | Дата             | Оппонент          | Счёт | Голы Зверотича | Соревнование                                      |
| 1  | 27 мая 2008      | Казахстан         | 3:0  | -              | Товарищеский матч                                 |
| 2  | 31 мая 2008      | Румыния           | 0:3  | −              | Товарищеский матч                                 |
| 3  | 20 августа 2008  | Венгрия           | 3:3  | −              | Товарищеский матч                                 |
| 4  | 10 сентября 2008 | Ирландия          | 0:0  | −              | Отборочный матч чемпионата мира по футболу 2010   |
| 5  | 15 октября 2008  | Италия            | 1:2  | −              | Отборочный матч чемпионата мира по футболу 2010   |
| 6  | 19 ноября 2008   | Македония         | 2:1  | −              | Товарищеский матч                                 |
| 7  | 29 марта 2009    | Италия            | 0:2  | −              | Отборочный матч чемпионата мира по футболу 2010   |
| 8  | 1 апреля 2009    | Грузия            | 0:0  | −              | Отборочный матч чемпионата мира по футболу 2010   |
| 9  | 6 июня 2009      | Кипр              | 2:2  | −              | Отборочный матч чемпионата мира по футболу 2010   |
| 10 | 10 октября 2009  | Грузия            | 2:1  | −              | Отборочный матч чемпионата мира по футболу 2010   |
| 11 | 14 октября 2009  | Ирландия          | 0:0  | −              | Отборочный матч чемпионата мира по футболу 2010   |
| 12 | 18 ноября 2009   | Беларусь          | 1:0  | −              | Товарищеский матч                                 |
| 13 | 3 марта 2010     | Македония         | 1:2  | −              | Товарищеский матч                                 |
| 14 | 25 мая 2010      | Албания           | 0:1  | −              | Товарищеский матч                                 |
| 15 | 29 мая 2010      | Норвегия          | 1:2  | −              | Товарищеский матч                                 |
| 16 | 11 августа 2010  | Северная Ирландия | 2:0  | −              | Товарищеский матч                                 |
| 17 | 3 сентября 2010  | Уэльс             | 1:0  | −              | Отборочный матч чемпионата Европы по футболу 2012 |
| 18 | 7 сентября 2010  | Болгария          | 1:0  | 1              | Отборочный матч чемпионата Европы по футболу 2012 |
| 19 | 8 октября 2010   | Швейцария         | 1:0  | -              | Отборочный матч чемпионата Европы по футболу 2012 |
| 20 | 12 октября 2010  | Англия            | 0:0  | −              | Отборочный матч чемпионата Европы по футболу 2012 |
| 21 | 4 июня 2011      | Болгария          | 1:1  | −              | Отборочный матч чемпионата Европы по футболу 2012 |

Итого: 21 матч / 1 гол; 8 побед, 7 ничьих, 6 поражений.
(откорректировано по состоянию на 12 августа 2011)